# Citronia vasiformis
Citronia vasiformis är en svampdjursart som först beskrevs av Berquist 1995.  Citronia vasiformis ingår i släktet Citronia och familjen Dysideidae.
Artens utbredningsområde är Nya Kaledonien. Inga underarter finns listade i Catalogue of Life.